# 海安路地下街
22°59′29″N 120°11′44″E / 22.9912525°N 120.1955972°E
海安路地下街初期為臺灣台南市西區中正商圈內針對海安路周邊路段之路面拓寬、市集地下化及停車場工程，舊稱「台南市海安路地下街工程」；2002年通車後，為配合街道景觀改善及相關都市計畫以爭取中央補助，改稱「台南市五條港再生計畫工程」，另稱海安路商圈，為近二十年來影響台南市中西區發展深遠的工程案。1992年1月開始規劃、1993年4月動土，工程路段為海安路部分路段，北起民族路三段，南至府前路，規劃全長為八百一十六公尺，寬四十公尺。
該工程案路段區域係原沙卡里巴市集海安路部分舊址，為中正商圈主要腹地，原本地下街工程欲將台南市西區作為都市化及商業發展的跳板，然因種種因素導致台南市西區商業區加速沒落，形成台南市西區發展之瓶頸，自開工至全面通車前近十年(1993年中-2002年底)又稱「沒落的十年」。另外，北段（中正路以北）原為五條港流域舊址，其土地濕軟蘊含水分及開發計畫考量不周全造成施工不易與工期延宕。
原本的規劃是地下一樓一半為停車區一半為美食區，地下二樓全為停車區，共1348個停車位。賴清德成為臺南市市長後，將停車位縮減為1122個，地下一、二樓都有文創空間。2012年12月28日開放308席停車格營運。
2014年3月28日，臺南市政府與璨驛股份有限公司簽約，正式將海安路地下停車場委外經營。

## 沿革

### 歷史
海安路曾與民族路夜市並列為臺南市最繁榮之精華商業區域，其發跡之主因與清代臺灣府城的五條港流域腹地有關。日治時期公布、二次戰後正式定案並實施都市計畫，計畫將海安路劃拓寬為40米、長850米的道路，編號為「公道6」。
1992年，時任臺南市市長施治明規劃將海安路周圍商家導入地下街經營模式，市府原與漢茵工程顧問簽訂委託設計、監造技術服務契約，由民族路至保安路口，全長八八二公尺、寬三十八公尺，地下三層，開挖深度十六餘公尺。並進行公道6的拓寬工程及地下街通道鑽挖工程，於是將該路段周邊民宅及原商家土地徵收並拆除，將部分商家暫時遷置於所規劃之府前路二段末段之腹地（今稱新沙卡里巴）。
2002年，年底完成全線通車。
2004年，以中西區中國城更新、運河星鑽之都市更新計畫，結合五條港文化園區再生計畫，共同爭取建設經費等工程與都市更新計畫，以重啟工程。
2008年，「臺南市五條港再生計畫第一期工程」審查通過，由行政院同意及補助；2009年12月31日決標，2010年2月25日申報開工，預計2011年3月完工。
2011年，因為變更設計故停工，於5月3日復工，預計10月底完工，11月底開放停車。

### 影響
海安路地下街開發案因工程浩大而受到當時台南市市民及西區居民的高度關注，然而該案因工程延宕等因素遲未開通、施工時封路時間過長(近10年，1998年部分進行通車)及環境影響等，且該區段與中區原位居早期台南市的市中心，加上前市長蘇南成拆遷民族路夜市等多項都市規劃，為中西區商業區域及中正商圈沒落及中西區人口外移之最大關鍵點。
另因該案工程耗資甚鉅(當時約新台幣42億元)以及期間傳出多起工程弊案，造成市民反彈及不滿；後由繼任市長張燦鍙著手進行海安路開放通車之規劃，並於2003年由市長許添財進行海安路面通車，直至市長賴清德才將海安路地下街停車場工程完工。初通車時原位於民族路三段與海安路二段路口北側南向車道之工程通道孔(原設計為地下街出入口)由鐵皮鋪蓋，當時被稱為「上億元的大洞」。

### 事紀
- 1991年，江南案中被判處無期徒刑，褫奪公權終身的竹聯幫幫主陳啟禮服刑六年假釋出獄，出獄後重返竹聯幫。一手主導的承安機構買入萬裕營造，原本打算以此介入政府六年國建計畫，爭取公共工程這塊千億大餅。但因萬裕營造規模較小、非屬甲級營造商，無法參與大型公共工程投標，陳啟禮於是又買下泉安營造。
- 1992年1月，前台南市市長施治明開始設計興建海安路地下街工程，成大教授郭炎塗當時身為台南市都市計畫委員會委員。1月28日，委由漢茵工程顧問公司(負責人:郭炎塗教授)開始設計與興建海安路地下工程。
- 1993年3月23日，由土建廠商泉安營造公司和4家機電公司開立、承安、中興、漢偉以31億9710萬元聯合承攬。 4月27日，海安路地下街工程由市府和泉安營造簽約；8月16日，海安路地下街工程動工。工程預算四十二億四千萬元。
- 1996年，泉安營造負責人陳啟禮，因案再遭通緝，後透過當時立法院重量級人士素有台灣杜月笙之稱的曾振農協助到柬埔寨首都金邊市。
- 1997年3月12日，土建包商泉安營造(負責人:陳啟禮)發生財務危機，市府與保證廠商萬裕營造簽「履約協議書」繼續施作。由萬裕營造接手；11月22日，萬裕營造發生財務危機，由興松公司接手。12月20日，張燦鍙接任台南市市長。
- 1998年4月，興松公司發生財務危機，再由萬裕營造接手。6月30日，因工安損鄰不斷，工程變更設計，全長由882公尺縮為816公尺，開挖地下三層改為兩層，並增加30公分結構牆。
- 1999年9月，台南市政府以財政困難為由，將海安路工程轉為BOT模式，改採BOT方式開發海安路地下街工程，和萬裕營造終止合約，由正道工業取得地下街基地開發經營權，市府負責地下街BOT後續工程。
- 2000年9月，萬裕並未完成工程。由萬裕委託林清南、顏宗瓊技師結算估驗，市府並據以對萬裕付款，至於未完成及瑕疵部分則予以扣款。9月27日，市府與萬裕簽訂「終止契約協議書」。由於BOT契約在先，與萬裕合約仍存在，同一工程同時存在兩個契約，引來監察院糾正。
- 2001年8月，台南市政府以統包方式辦理海安路地下街工程，冀望一次解決所有問題，將未了工程(即BOT契約所稱之「市府辦理事項」)發包給尚禹公司。9月12日，由包商尚禹公司得標。開工不久，疑因尚禹取得統包工程後，郭倍宏等人因低價搶標，獲利有限，謀議與市府承辦人員違法變更追加工程，期間曾遭監造的王志宏建築師與市府工務局阻止等爭議；監造王志宏拒不依進度付款，工程幾近停工。
- 2001年12月20日，許添財接任台南市長，宣布一年內完成「海安路通車」結束台南市夢靨的施政目標。
- 2002年2月6日，市府通知王志宏建築師事務所解除合約。2月19日，市府委託「林同棪工程顧問公司」辦理統包工程監造技術顧問服務工作。3月20日，海安路地下街結構補強變更追加工程，與尚禹營造議價，議價結果2億1660萬元並規定實做實付。4月30日，工程取得安全簽證。5月3日，市府拒絕BOT廠商正道公司終止合約之要求。7月10日，尚禹公司申報完工。8月2日因正道公司提供之BOT保險單係屬偽造，市府通知契約自始無效，表示解除BOT契約。8月8日，市府提王志宏建築師違約損害賠償之仲裁，聲請給付2737萬8059元。
- 2002年12月31日，海安路道路如期全線通車。
- 2003年3月，海安路地下街工程完工。
- 2004年11月，啟動藝術造街計畫。
- 2005年10月27日，市府委託中華顧問工程司辦理「五條港文化商圈地下二層停車場工程」設計及監造工作委託技術服務等。
- 2006年10月3日，「五條港文化商圈地下二層停車場工程」概估預算4億1030萬元。
- 2007年4月10日，台南市海安路地下街善後統包與追加工程爆發弊案，涉嫌圖利包商尚禹二億六千餘萬元，台南地檢署起訴市長許添財等10人，市長許添財被依舞弊圖利、偽造文書罪嫌求處十二年重刑。另被起訴的九名被告，包括時任南市府參議郭學書、工務局副局長郭萬隆、工務局技士陳銘輝三名官員，其中陳被求刑十五年，另身兼尚禹南區負責人的前台獨聯盟主席郭倍宏，檢方請法院從重量刑，其餘被訴者還有尚禹負責人胡偉良、員工謝文進、許恭維、尚禹統包團隊結構技師洪呈和、林同琰公司專案經理人胡銘煌。
- 2007年10月4日，海安路地下街工程舞弊案被告陳啟禮病逝於香港，台南地檢署因他已死亡，26日予不起訴處分。
- 2008年4月28日，行政院經濟建設委員會審查通過五條港再生計畫，同年5月9日由行政院同意辦理，併補助6.37億元（第一期地下停車場4.93億元，第二期地面改善1.44億元），並由內政部營建署於98年度先行編列預算2.5億元。
- 2009年8月24日，台南地方法院一審判決全部無罪。
- 2010年2月25日，「台南市五條港再生計畫」第一期工程申報開工，施工廠商為統信營造有限公司及永利工程行，由臺灣世曦工程顧問公司監造，預計2011年3月完工。
- 2011年8月12日，高院二審宣判許添財市長等十位被告無罪定讞。
- 2012年6月，地下停車場完工。12月22日，海安路地下街新建工程高壓灌漿及連續壁工程估驗不實弊案(2003年7月30日起訴)，負責設計、監造的漢茵公司實際負責人郭炎塗被依《詐欺取財罪》判刑三年十月。
- 2012年12月28日，地下停車場的308個車位開放停車，並在府前海安路口與民生海安路口設置出入口。
- 2015年3月12日，海安路地下街新建工程高壓灌漿及連續壁工程估驗不實弊案，經上訴二審，台南高分院以罪證不足改判無罪，同案的學生王隆、陳建棠也都改判無罪。
- 2022年1月20日，民生路至民族路段新增的127個車位開放停車。

### 相關商圈範圍
- 民族路夜市：為今民族路二段赤崁樓附近路段，起自西門路二段（西門圓環）以東迄至公園路。
- 中正商圈：劃定範圍為北起民族路三段、南至府前路二段、東至西門路二段、西至金華路三段（臺南中國城）。
- 沙卡里巴：原分布於於中正路、友愛街、民族路及海安路等路段範圍。